# S4C
S4C (wal. Sianel Pedwar Cymru, ang. Channel Four Wales) – walijska stacja telewizyjna. 
Stacja powstała 1 listopada 1982 roku, dzień przed uruchomieniem Channel 4, jako jedyna w pełni walijskojęzyczna stacja w Wielkiej Brytanii i nadaje do dziś. Została uruchomiona po staraniach byłego lidera walijskiej partii Plaid Cymru, Gwynfora Evansa. S4C nadawało w Walii zamiast Channel 4. Początkowo stacja oprócz programów walijskojęzycznych nadawała również programy Channel 4. Digitalizacja naziemnej telewizji w Wielkiej Brytanii umożliwiła nadawanie S4C i Channel 4 w telewizji naziemnej jednocześnie. Od momentu całkowitego przejścia na cyfrową telewizję naziemną, S4C nadaje całkowicie w języku walijskim i bez programów Channel 4.

## Inne kanały
S4C, oprócz głównego kanału, nadawało również inne kanały:
- S4C Clirlun – Stacja nadająca ten sam program co S4C, ale w wersji HD. W związku z cięciami finansowymi została zamknięta 1 grudnia 2012 roku i została zastąpiona przez Channel 4 HD.
- S4C2 (S4C dau) – Siostrzana stacja S4C. Nadawała ona programy BBC z dwiema ścieżkami dźwiękowymi (walijską i angielską). Emitowała ona również posiedzenia Walijskiego Zgromadzenia Narodowego (emitowane obecnie na S4C w godzinach nocnych). Stacja została zamknięta w styczniu 2011 roku.